# アデム・リャイッチ
アデム・リャイッチ（セルビア語: Адем Љајић, ラテン文字転写: Adem Ljajić、1991年9月29日 - ）は、ユーゴスラビア（現・セルビア）出身のサッカー選手。FKノヴィ・パザル所属。元セルビア代表。ポジションはミッドフィールダー。

## クラブ経歴

### パルチザン・ベオグラード
2005年に14歳でパルチザン・ベオグラードのユースに加入、同世代の中でも特に優秀であったため2008年に17歳でトップチームに昇格した。7月29日、UEFAチャンピオンズリーグに途中出場で初出場した。11月23日、OFKベオグラード戦でリーグ戦初ゴールを決めた。2009年1月、チームメイトのゾラン・トシッチと共にマンチェスター・ユナイテッドFCへの移籍が発表された。リャイッチは2009年は期限付き移籍の形でパルチザンでプレーし、2010年1月からチームに合流する予定であった。しかし2009年12月3日、12ヶ月間モニターを続けていたユナイテッドはリャイッチと正式に契約を結ぶオプションを行使しないことを発表した。

### フィオレンティーナ

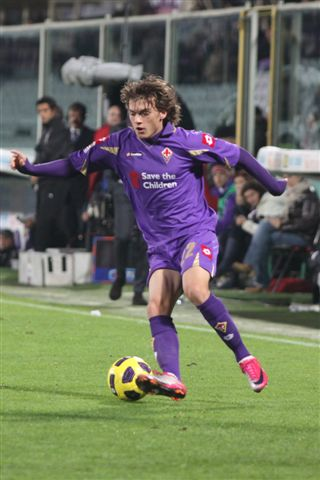
フィオレンティーナ時代

2010年1月13日、ACFフィオレンティーナへの移籍が決まった。移籍金は800万ユーロ。同月31日、セリエAのカリアリ・カルチョ戦に後半36分から交代出場しデビューを果たした。

### ローマ

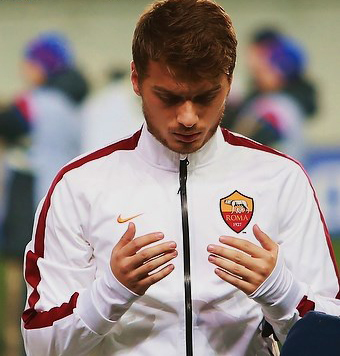
ローマ時代

2012-13シーズン終了後、残り1年の契約延長を拒否。ACミランが獲得に動いたが、2013年8月28日、トッテナム・ホットスパーFCに移籍するエリク・ラメラの代役としてASローマに移籍決定。移籍金は1100万ユーロで、成績に応じたボーナスが最大400万ユーロである。契約は5年間。

### インテル
2015年8月31日、インテルナツィオナーレ・ミラノへ買い取りオプション付きのレンタルで移籍することが発表された。9月23日のエラス・ヴェローナFC戦でインテルでのリーグ戦デビューを果たした。しかしイヴァン・ペリシッチやロドリゴ・パラシオ、エデルの存在や、練習での態度が良くなかったこともあり、レギュラー定着までには至らず、買い取りオプションは行使されなかった。

### トリノ
2016年7月19日、ローマからイアゴ・ファルケと共にトリノFCへ移籍。移籍金は850万ユーロ。

### ベシクタシュ
2018年8月31日、ベシクタシュJKへレンタル移籍し、シーズン終了後には完全移籍を果たした。2021-22シーズン終了後に契約満了で退団。

### ファティ・カラギュムリュク
2022年9月28日、ファティ・カラギュムリュクSKへの加入が発表された。

### ノヴィ・パザル
2023年9月14日、地元クラブのFKノヴィ・パザルへの加入が発表された。

## 代表経歴
セルビアU-21代表として、2008年9月7日のハンガリーU-21戦でU-21代表初キャップを記録。2010年11月にはブルガリアとの親善試合でフル代表に初招集されたが、2012年5月以降は後述の国歌問題から代表に招集されなかった。2014年3月のアイルランドとの親善試合で2年ぶりに代表に復帰。2015年6月7日のアゼルバイジャン戦で代表初得点を挙げた。

## 人物
パルチザン・ベオグラードの下部組織で育ち、マンチェスター・ユナイテッドFCなどのビッグクラブから注目されてきた選手。プレースタイルが似ていることから、パルチザン在籍時には公式ホームページに「パルチザンのカカ」と紹介され、偉大なビジョン、スピード、ドリブル、サッカーに対する少年のような喜びを持っているとされた。サイドハーフやトレクァルティスタなどのポジションを中心にプレーし、4-2-3-1システムの2列目を全てカバーすることができる。

## エピソード
- マンチェスター・ユナイテッドが最終的に獲得をためらったのは、金銭面や労働ビザの問題があったためといわれている[13]。

- フィオレンティーナの入団会見では、「カカに憧れているので背番号22を選んだ」ことと、「カカやステヴァン・ヨヴェティッチのレベルにはまだ達していない」等を話した[14]。

- 2012年5月2日、ノヴァーラ・カルチョ戦で前半のうちに途中交代を命じられたことに腹を立て、ベンチに下がる際に当時監督であったデリオ・ロッシに対して激しく悪態をついた。さらにそれに逆上したロッシがリャイッチに殴りかかり、これが原因で監督が解任になると言う事件を起こした[15]。

- 2012年5月26日、スペイン代表との親善試合で、試合前の国歌斉唱の際にセルビア国歌を歌わなかったとして、シニシャ・ミハイロヴィッチ監督から代表追放処分を受けた。リャイッチ本人は「個人的な理由から歌わなかった」と説明している[16]。

## 代表歴

### 出場大会
- セルビア代表
  - 2018 FIFAワールドカップ

### 試合数
- 国際Aマッチ 47試合 9得点（2010年-2020年）[17]

| セルビア代表 | 国際Aマッチ | 国際Aマッチ |
| 年           | 出場        | 得点        |
| ------------ | ----------- | ----------- |
| 2010         | 1           | 0           |
| 2011         | 5           | 0           |
| 2012         | 1           | 0           |
| 2013         | 0           | 0           |
| 2014         | 2           | 0           |
| 2015         | 8           | 3           |
| 2016         | 3           | 0           |
| 2017         | 5           | 2           |
| 2018         | 10          | 3           |
| 2019         | 10          | 1           |
| 2020         | 2           | 0           |
| 通算         | 47          | 9           |

## タイトル

### クラブ
パルチザン・ベオグラード
- セルビア・スーペルリーガ:2008-2009
- セルビア・カップ:2008-2009

ベシクタシュJK
- スュペル・リグ:2020-2021
- テュルキエ・クパス:2020-2021